# Xinmiao (socken i Kina, Inre Mongoliet)
Xinmiao (kinesiska: 新庙, 新庙乡) är en socken i Kina. Den ligger i den autonoma regionen Inre Mongoliet, i den norra delen av landet, omkring 560 kilometer nordost om regionhuvudstaden Hohhot.
Genomsnittlig årsnederbörd är 509 millimeter. Den regnigaste månaden är juni, med i genomsnitt 145 mm nederbörd, och den torraste är december, med 2 mm nederbörd.